# Teatrul Maghiar de Stat din Cluj
Teatrul Maghiar de Stat din Cluj (în maghiară Kolozsvári Állami Magyar Színház) este o companie națională de teatru în limba maghiară și operă.

## Istoric
Prima companie de teatru maghiar a fost înființată la Cluj pe 11 noiembrie 1792. Prima trupă de teatru permanent la Cluj s-a format în același an, în limba maghiară, fiind condusă de către János Kótsi Patkó. În 1821 a fost ridicat primul teatru (cel de pe actuala stradă Mihail Kogălniceanu, pe locul unde acum se află Casa Universitarilor), care în 1906 s-a mutat în teatrul nou construit (actuala clădire a Teatrului Național). 
Pe locul actualului teatru maghiar a existat inițial un teatru de vară clădit în 1874 după planurile arhitectului Henrich Zimmermann. În 1909-1910 Jenő Janovics ridică pe actuala stradă Emil Isac un studio propriu, pentru cinematografie și teatru, pe care îl va denumi „Cercul Teatral”. 
După Primul Război Mondial teatrul maghiar s-a mutat în clădirea lui Janovics din strada Emil Isac, unde își va desfășura activitatea. În 1961 clădirea teatrului maghiar a fost reconstruită, fațada fiind atunci refăcută complet, iar actualmente aici funcționează patru trupe profesioniste (de cor, orchestră, balet, respectiv teatru).
Pe 13 aprilie 2007 a devenit membru al Uniunii Teatrelor din Europa. Până la acea dată singurul teatru din România membru UTE a fost Teatrul Bulandra din București.

## Directori
- Jenő Janovics (1905-1930)
- Ákos László
- István Horváth Toldy
- Imre Kádár (1933- 1940)
- János Kemény (1940-1944)
- Jenő Szentimrei (1945- 1949)
- György Harag
- Dénes Kovács
- József Méliusz
- Péter Marosi (1949-1952)
- József Kovács (1952-1953)
- Béla Nagy (1953-1956)
- Gáspár Tamás (1956-1960)

## Regizori
- Vlad Mugur
- András Visky

## Galerie de imagini

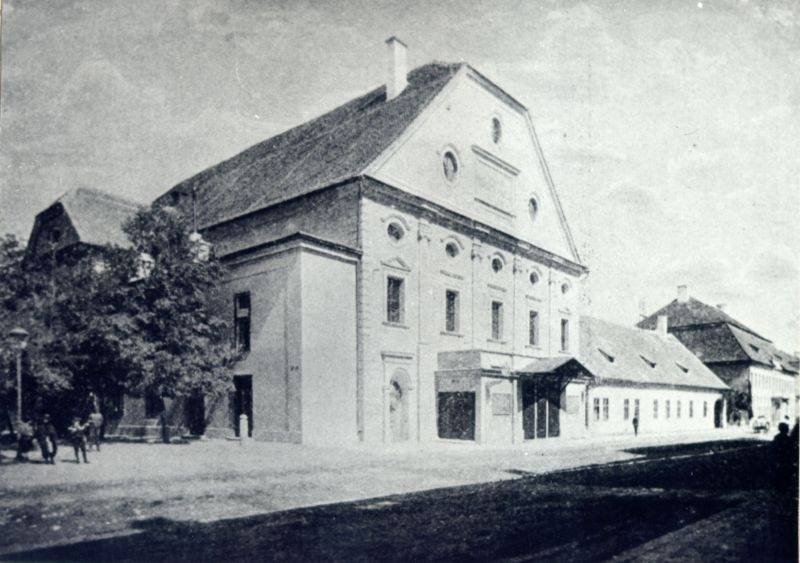
Clădirea primului teatru maghiar din Cluj (pe actualul loc al Casei Universitarilor)
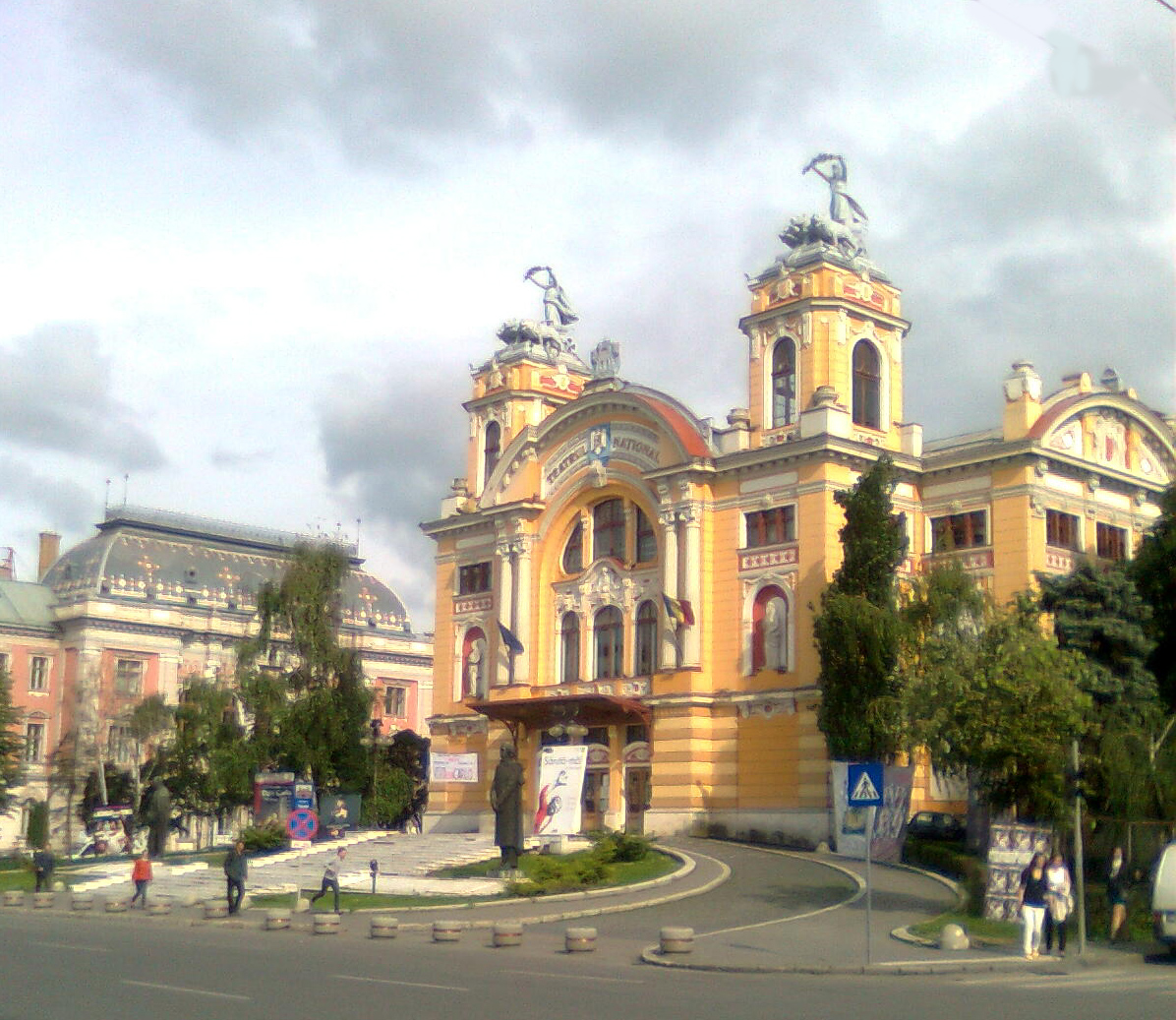
Clădirea teatrului între anii 1906 şi 1919 (azi Teatrul Naţional)
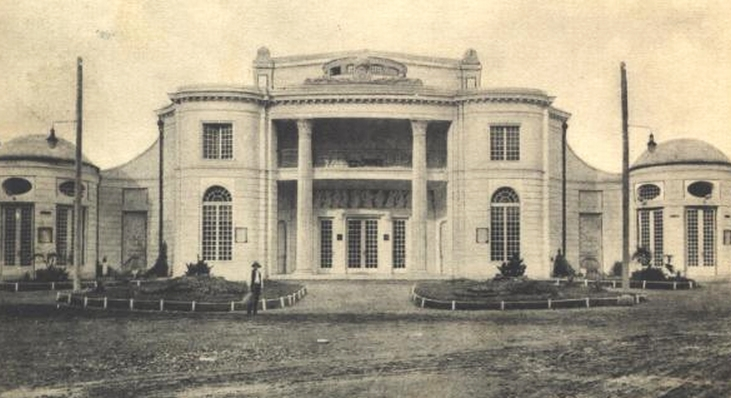
Teatrul şi cinematograful ridicat de Jancovics